# Eric P. Schmitt
Eric P. Schmitt (* 2. November 1959 in Minneapolis) ist ein US-amerikanischer Journalist.
Schmitt wuchs auf in der San Francisco Bay Area und studierte Politikwissenschaft am Williams College mit einem Auslandsjahr am  Instituto Internacional in Madrid. Nach seinem B.A. 1982 war Schmitt zunächst als Reporter für den Tri-City Herald in Kennewick im Bundesstaat Washington tätig, bevor er 1983 zur New York Times wechselte, wo er anfangs für James Reston arbeitete. 1990 wurde Schmitt zum Pentagon-Korrespondenten der Times ernannt.
Als Teil eines Teams wurde Schmitt zwei Mal mit einem Pulitzer-Preis ausgezeichnet.
Im Akademischen Jahr 2006/07 war Schmitt mit einem Knight Journalism Fellowship an der Stanford University.

## Werke
- Counterstrike. The Untold Story of America's Secret Campaign Against Al Qaeda. ISBN 0-8050-9103-3.

| Personendaten    | Personendaten                |
| ---------------- | ---------------------------- |
| NAME             | Schmitt, Eric P.             |
| KURZBESCHREIBUNG | US-amerikanischer Journalist |
| GEBURTSDATUM     | 2. November 1959             |
| GEBURTSORT       | Minneapolis                  |